# Mehikoorma
Mehikoorma är en ort i Estland. Den ligger i Meeksi kommun och landskapet Tartumaa, i den sydöstra delen av landet, 210 km sydost om huvudstaden Tallinn. Mehikoorma ligger 33 meter över havet och antalet invånare är 255. Den ligger vid sjön Peipus.
Terrängen runt Mehikoorma är mycket platt.  Trakten runt Mehikoorma är nära nog obefolkad, med mindre än två invånare per kvadratkilometer. Närmaste större samhälle är Räpina, 15,0 km söder om Mehikoorma.